# Плаужу (озеро, Страупская волость)
Пла́ужу (Плаужи; латыш. Plaužu ezers; Пла́удес, латыш. Plaudes ezers; Пла́удис, латыш. Plaudis) — эвтрофное озеро в Страупской волости Паргауйского края Латвии. Относится к бассейну Гауи.
Располагается к западу от Лиелстраупе на Идумейской возвышенности в Гауйском национальном парке. Уровень уреза воды находится на высоте 57 м над уровнем моря. Озёрная котловина овальной формы. Площадь водной поверхности — 13,6 га. Средняя глубина составляет 2,9 м, наибольшая — 6 м. Степень зарастания — 25 %. Северные берега низкие. Площадь водосборного бассейна — 1,84 км². С восточной стороны впадает канава из соседнего озера Пекша и река Ачгарня-Упите, с северной — вытекает река Плаужупите, впадающая в Страутене — левый приток Браслы.